# Јосиф Шлезингер
Јосиф Шлезингер (Сомбор, 1794 — Београд, 1870) српски је композитор јеврејске народности из Војводине који је живео и радио у Сомбору, Новом Саду, Крагујевцу и Београду. Сматра се зачетником српске грађанске музичке културе с почетка XIX века.

## Образовање
Шлезингер, по народности чешки Јевреј, а не Немац, како се то понегде погрешно мисли, своје почетно музичко образовање стекао је код свога оца (Менахем Шлезингер, био је кантор ондашње јеврејске општине) и приватних учитеља у Сомбору и Новом Саду — код кантора Розенберга учио је основе свирања на виолини, а код ондашњег оргуљаша католичке цркве учио је црквену музику и свирање на оргуљама. Од 1810. Шлезингер свира у властелинским оркестрима средње Европе и чувеној пештанској капели Алојза Цибулке, и упознаје разне музичке инструменте и проширује своја знања из музичке теорије. Године 1819, враћа се у Нови Сад, где је постао капелник грађанске гарде и ту радио пуних десет година, бавећи се дириговањем и компоновањем. Ту је саставио свој први музички аранжман за Алписку пастирку, прву српску мелодраму, чији је текст по Мармонтелу написао Атанасије Николић.

## Године у Србији
Године 1829, Шлезингер је прешао у Шабац где је давао часове из музике, a 1831. године на позив Кнеза Милоша, одлази у Крагујевац, кнежеву престоницу. Тамо је био учитељ музике, оснивач и „капелмајстор“ Књажевско-србске банде. Ова банда је свирала у Књажевско-српском театру Јоакима Вујића и театру Атанасија Николића, као и на државним свечаностима, парадама, баловима и на двору кнеза Милоша.
Овде сарађује са Јоакимом Вујићем, Стеријом Поповићем и Атанасијем Николићем, за чије позоришне комаде компонује или аранжира сценску музику. Овим Шлезингер започиње жанр позоришних комада с певањем који ће постати најомиљенији позоришни род код Срба у XIX веку. Када је престоница премештена из Крагујевца у Београд, овамо прелази и Шлезингер. Овде ће наставити музички рад, а повремено дириговати на концертима и у Николићевом позоришту на Ђумруку, све до пензионисања 1864. године.

## Дела
Шлезингер је био веома плодан музичар. Компоновао је или аранжирао сценску музику за осам позоришних дела, за више од сто маршева за разне оркестарске саставе, многобројне потпурије, хармонизирао више народних и градских песама које су се радо певале. Шлезингер је у Србији постао веома популарна и уважена личност. Име овог зачетника музичког живота у Србији постало је толико популарно да су касније, веома дуго, сваког професионалног музичара звали „Шлезингер“. Шлезингер је преминуо у Београду, 1870. године. У своме родном граду Сомбору добио је улицу.